# 情趣骰子

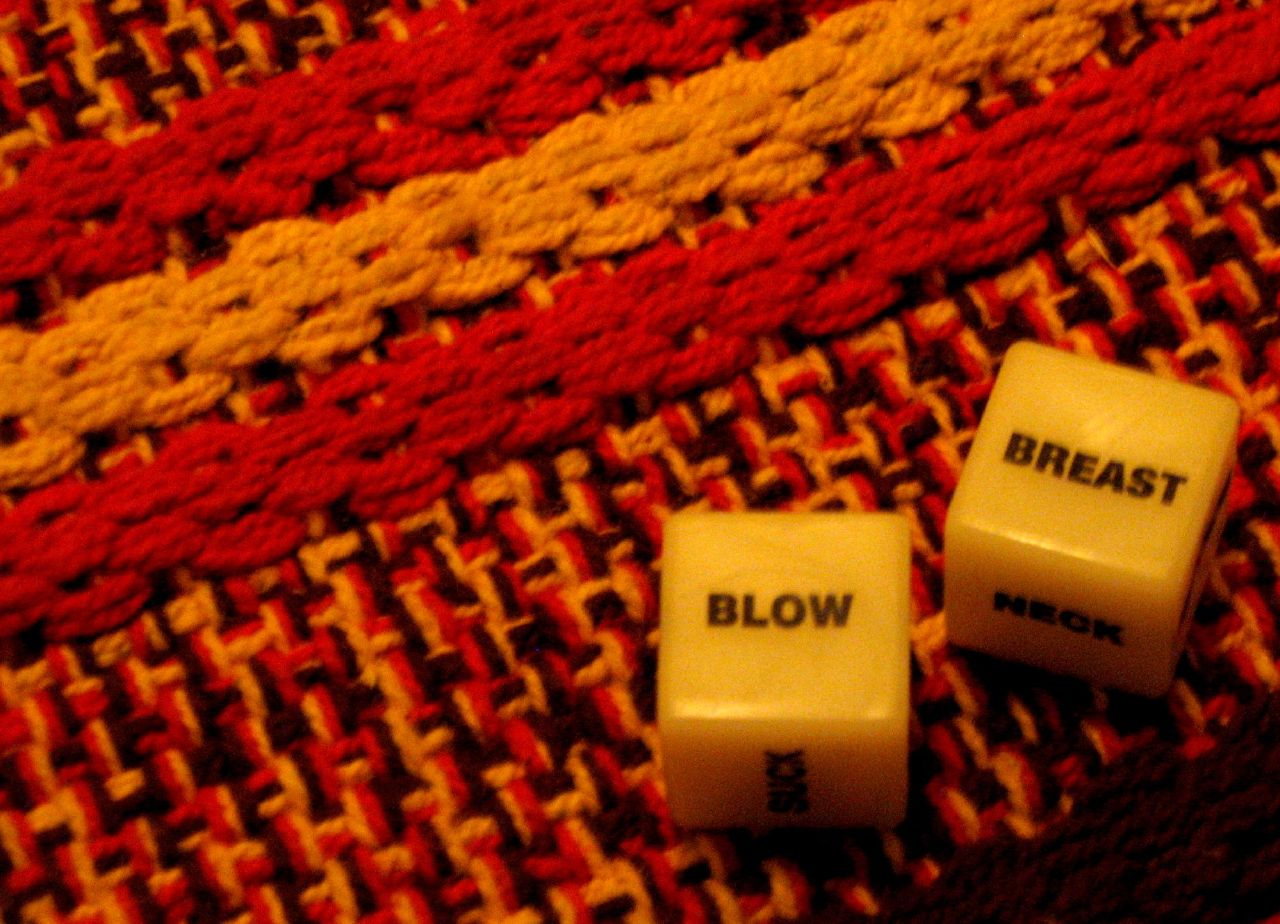
按照遊戲規則，擲骰者必須向對方的乳房吹氣。

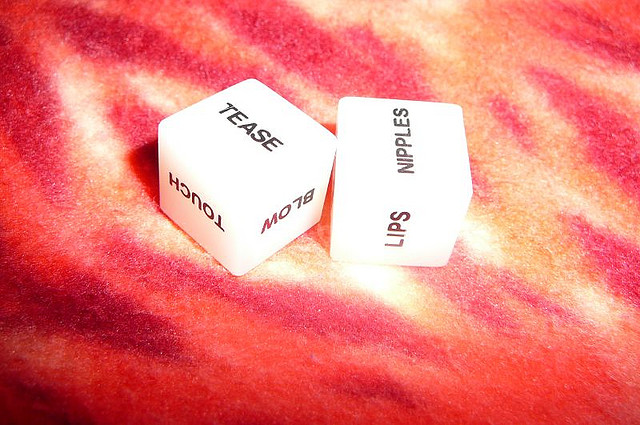
顯示出「挑逗乳頭」（Tease Nipples）的性骰子

情趣骰子是用來增進情趣、輔助前戲的骰子遊戲。骰子的每個面上標示的並非數字，而是身體部位，在擲骰後，必須對朝上面的身體部位進行性刺激。《普林斯頓日報》建議情趣骰子可用於破冰和延長前戲時間，《堪薩斯大學報》建議性愛技巧不多的人使用情趣骰子來增進閨房樂趣。
除了標示身體部位，有的情趣骰子也包含動作，同時擲出兩種骰子，可決定將對哪個部位執行何種動作。根據1999年刊於《Spin》雜誌上的文章稱，此種遊戲在美國青少年之間特別受歡迎。